# モーハン・シン
モーハン・シン (英語: Mohan Singh、1909年1月3日 - 1989年12月26日)は、インドの政治家、軍人、インド独立運動家。
イギリス陸軍のインド人将校であったが、太平洋戦争中にF機関の工作で日本軍に帰順し、日本軍の指導下にあるインド独立運動に参画するようになった。東南アジアでインド国民軍を設立したが、失脚に追い込まれた。戦後は政治家として活動した。
日本語でモハーンシン、モンシン、モーン・シン、モハン・シング、モーハン・スィンフと表記されることもある。日本では一般的に「モハン・シン」、「モハンシン」表記が多い。

## 人物・来歴

### 出自
パンジャーブ州の軍人家庭に生まれる。シン家はジャット・シクと呼ばれるシク教徒であった。デーラ・ダンのプリンス・オブ・ウェールズ・インド人士官学校を卒業した。その後バーバ・カラク・シンに心服し、インド独立運動に本腰を入れるため軍籍を離れようとしたが、仲間から機会を待った方が良いと訓される。

### 開戦直前
シンは、1941年時点で英印軍の第十五旅団第14パンジャーブ連隊の副隊長であった。3月に旅団はペナン島へ上陸し、そこからイギリス領マラヤのペラ州イッポ―に進出した。2か月後、旅団はマレーとタイ国境にあるスンゲイ・バタニへ移動、9月にアロルスター守備陣地の北方、ジットラへ移動した。そこは沼地のジャングル地帯で、急いで進軍するのが困難な難所であった。シンは11月末には3週間の休暇を与えられたが、事態が緊迫したため12月4日に大隊に呼び戻された。シンは休暇の最後の晩に宴会を開き大いに飲んだ。宴会の終わりにシンはパンジャーブの言葉で「どんなことが起こるか自分は知らない。しかし一つだけは確かである。それは自分は死ぬ気がないということである。そして私が今守るべき英軍そのものと戦って諸君の解放者となるのを見ても驚く必要はないぞ」と叫んだ。シンは理性に富んだ若人と見られており、周囲を周囲を驚かせる発言であった。この頃英軍ではマレーからタイ国に前進する場合には、12月7日晩にシンゴラを占領する命令が伝達されていた。しかしシンゴラは既に日本軍が掌握されている状況であった。

### 太平洋戦争開戦
12月8日、27機の日本の爆撃機がアロルスター飛行場と、タイ国境をつなぐ鉄道を爆撃した。第十五旅団はタイ国境へ突撃したが、間もなく日本軍がタイ国を通ってマレーへ侵攻してきた。日本軍は戦車でシンとその大隊を奇襲攻撃した。シンはフィッツパトリック中佐の命令で旅団司令部に出頭し、到着したグルカ人旅団の配備先を決めるよう命じられた。12月11日、シンの大隊は日本軍の戦車隊に襲撃され、弾薬を積載したトラック10台が破壊された。インド人部隊は瓦解し、道路両側のジャングル内に逃げ込んだ。泥まみれになったシンのもとに、フィッツパトリックがよろめきながら近づき「私は負傷した。私のことをどうにでもしてくれ」と言って拳銃を渡してきた。シンはイギリス人の拳銃を泥の中へ投げ棄てた。ちょうどその時日本軍の戦車が1両やって来た。シンは大きな木の陰に隠れ、戦車兵に向かってにやりとわらって顔を見せたり、手を振って挑発した。戦車の方は1発撃ってきた。フィッツパトリックを見失ったシンは、その後3日間、ジットラのゴムの密林の中で思索にふけった。

### 投降、藤原岩市との出会い
その頃、マレー半島では藤原岩市少佐、ジャニ・プリタム・シン・ディロン率いるF機関が英印軍兵士の懐柔工作を展開していた。投降兵による降伏勧告が効果を発揮し、日本軍の前線には両手をあげるインド人将兵の投降が相次いだ。
F機関がアロルスターに進出すると、懐柔工作で演説していたプリタム・シンのもとに、タニコンの村に英印軍の一個大隊が逃げ込んだ情報が現地シーク人から寄せられた。情報提供者は裕福なゴム林の所有者であった。この大隊は疲労して空腹状態にあり、アロルスター占領の事実を知って戦意を失っている状態であることのことだった。この部隊は大隊長だけがイギリス人で、シンの部隊でもあった。1月14日未明、藤原はプリタム・シン、土持大尉、太田黒通訳の3人を伴い、自動車で非武装のまま村へ向かった。そこで藤原はフィッツパトリック中佐を説得し、降伏に成功した。この時、藤原は武装解除を手際よく進めたシンを見て強い関心を抱いた。
藤原とプリタム・シンは将校全員を植林地の家へ招き、日本軍の目的とインド独立闘争の計画を説明した。将校を納得させると、植林の所有者からトラックを借用し、Ｆ機関の旗を振りながら彼らをアロルスターへ移送した。道中旗を見たインドの落伍兵が乗り込んできた。藤原は疲労し、隣のインド人の肩に頭が落ちてくるような状態だった。アロルスターの警察宿舎に到着すると、インド将兵はそこで収容されることとなった。この時町の治安は乱れ、マレー人やインド市民が華僑の家を襲撃している状況であった。藤原は投降したばかりのシンの器量を見込み、空白になった市の治安維持を彼とその部下に命じた。そしてアグナム大尉を治安隊長に命じ、80名を数名ずつの班に編成し、こん棒と手錠を武器代わりに出動した。

### インド国民軍の創設
藤原は日々増えるインド兵捕虜を見て革命軍を組織するまたとない機会と思うようになり、シンに奮起を促した。藤原から信頼を得ていたシンは対英武力闘争の条件として以下の内容を提示しインド国民軍の編成をに着手した。
1. 日本軍はインド国民軍を全面的に支持する。
2. 日本軍はインド兵捕虜の指導をシンに一任する。
3. 日本軍はインド国民軍参加を希望する捕虜は釈放する。
4. 日本軍はインド国民軍を同盟関係の友軍とみなす。

シンが提案した覚書を藤原が山下奉文中将に報告すると、山下は4の条件を除いて承諾した。
シンは300人の部下を集め、イポーのセント・アンドリュース学校に向かった。そこで5、6人ずつの班に分け、敵中潜入の工作訓練を行った。このグループはFの標識をつけ、シンが作成した「印度将兵に告ぐ」というビラを服に縫い付け、英人がいないインド兵部隊を捜索して説得し、投降を促す工作を行った。クアラルンプールでは日本の監視兵がないまま50人、100人規模のインド投降兵が行進する光景が見られた。1月18日頃の時点でインド兵捕虜は2500人に達し、遠藤三郎中将率いる第三飛行集団司令部を支援するため、破壊された飛行場の復旧を行った。
シンガポール陥落後の2月17日午後、日本軍はインド兵約5万人をシンガポールのファーラー・パーク・フィールドの競馬場跡に集め降伏式を行った。藤原はシンとプリタム・シンに相談し、降伏式用の草文を用意した。
藤原が演説をすると、国塚一乗が英語で通訳し、ニランジャン・シン・ギル中佐がヒンディー語で訳した。藤原が「諸君がインド国民軍に参加されることを希望する。日本軍は諸君を捕虜と見做すことなく、友人として取扱う。われわれは諸君の戦闘を自由獲得のための闘争と見做し、諸君に全力を挙げて援助を与える積もりである」と結ぶと、インド人の聴衆は興奮して一斉に歓声をあげた。そのあと、プリタム・シン、モハン・シンがマイクの前でそれぞれ絶叫した。
シンはイギリス軍への誓いを破棄して自由インドに新しい誓いをすることは道徳的であり、宗教にも合することであると教え、従属との間に妥協はない筈だと説いた。シンはギル中佐を捕虜の指揮官に任命し、ニースン・キャンプ内にその本部を設置し、負傷兵の治療やインド国民軍の志願者をつのった。シンはF機関本部近くのプレザント山に自身の司令部を置いた。
翌2月18日、シンガポールの多数の組織に属するインド人が集まり、F機関のメンバーを食事に招待した。更に翌日、数千名のインド人が藤原、シンらの演説を聴きにファラ・パークに押し寄せ、愛国心の情熱で満ち溢れた。インド国民軍が発足すると志願者には上級階級の者もいたため、司令だったシンは大尉から少将へ特進することとなった。

### インド独立運動内部の派閥争い
インド独立運動が軌道に乗ると、少人数だったF機関は解消され、後継の拡大組織として岩畔機関が発足した。大本営はアジア各地からインド人代表を東京へ集結させ、山王ホテル会議を開催した（東京山王会議）。この会議は日本へ亡命していたラース・ビハーリー・ボースが企画するものであった。しかし、モハン・シンと日本軍の仲介役であったプリタム・シンが来日中に飛行機事故で死亡する悲劇がおきた。また、シンガポールで発足したインド国民軍やインド独立同盟からは”日本化”した存在と見なされた。また、インド独立連盟の政治的要求に対し、日本政府は岩畔豪雄を通じて「趣旨了承…要請実現に努力する」と曖昧な回答した。一方で日本へ亡命していたA.M.ナイルはモハン・シンが親イギリス的志向が強く、軍内において自身に対する個人的利益を優先させる存在と見なした。またモハン・シンはインドに新妻を残しており、英国からの圧迫を気にかけていたという。

### 不祥事
シンガポールではインド国民軍師団の中に英軍の高射砲を有する部隊があった。これに目を付けた日本の参謀本部は、東南アジアからの資源物資を日本へ輸送するにあたり、各輸送船に１、2門の高射砲と兵士を配置させようとした。インド兵はこれを協定違反であるとし、何時間も波止場に座り込み、無言で抵抗した。シンの通報で藤原が介入し、参謀本部は命令を撤回したという。
また、南方総軍では、ビルマ方面の戦力増強を図るためインド国民軍の輸送が企図された。ビハーリー・ボースは兵員の乗船命令を発したが、シンは日本側に誠意のが期待できないことを理由に拒否した。
シンの不満はインド国民軍内部にも伝染し、不規律や対敵通牒者の招来が生じた。インド国民軍幹部のN・S・ギル中佐はバンコクで対印諜報機関を展開したが、ギルの信任が厚かったディロン少佐が英軍側へ逃亡し、通牒の内容がニューデリーの短波放送で宣伝された。これはビハーリー・ボース率いるインド独立運動が日本の傀儡だと批判し、インド独立連盟内部で対立抗争が激化しているといった内容であった。嫌疑をもたれたギルは、岩畔、藤原らの前で訊問させられた。問答後、岩畔は「よおし、これまで。直ちにギル中佐及び配下の組織員は憲兵隊に連絡し、逮捕拘置せよ」と厳命を下した。ギルはシンガポールで投獄された。

### 罷免、流刑
岩畔はビハーリー・ボースと協議し、インド国民軍の瓦解を防ぐためシンの逮捕を決定した。そして説得役として藤原が買って出た。藤原は日課の乗馬運動の帰りにシンの官邸へ向かった。密談はシンの個室で2時間続けられた。シンは「あなたがタイピンで僕と約束したときは、こんなはずではなかった」と失意を明かした。藤原は「僕が微力なばかりに……申し訳ない」と謝罪した。二人の目には涙があふれ、男泣きに泣きながら別れを惜しむこととなった。
シンは諦めきったように「藤原さん、私はあなたの顔をみてしまっては、何もいえません。俘虜の私を救って下さったのはあなただけでした。熱心に決起を促したのもあなたでした。私はまたもとの俘虜の身にかえりましょう」と言い、寂しく自嘲の笑をもらしたという。1942年12月21日、シンはビハーリーの命令で岩畔機関長官邸に出頭した。ビハーリー・ボースと岩畔は強張った表情で、2階の応接室に突っ立っていた。
インド国民軍司令官の罷免を通告させられたシンは官邸を出るや憲兵に連行され流刑となった。流刑先について田中正明はウビン島とし、シンガポール攻略の際、近衛師団とともにシンが部下を率いて上陸し、夜襲をかけた場所であったと記述している。
しかし、F機関員の国塚一乗はセント・ジョン島だとし、同年末にシンを慰めるためインドの食品を用意して同島を訪れている。シンは遠戚のラタン・シン中尉や召使いと過ごしており、鶏をつぶして国塚に夕食をふるまった。
日本はインド独立運動をまとめるため、インド人の推挙に従いスバス・チャンドラ・ボースをドイツから潜水艦で呼び寄せた。シンはインド国民軍に復帰することもなく、スマトラ島の山中に移され、そこで終戦を迎えた。藤原とシンが戦争中まみえることはなく、再会は1954年に藤原がインドを訪問時でした際であった。

### 戦後
日本の敗戦後、イギリスによって捕らえられ、インド国民軍裁判にかけられた。しかし裁判に対する大規模な抗議活動が起こったため、シンは軍を除隊されるのみにとどまった。1947年にはインド政府の支持を受けた武装組織デシュ・セワク・セナ（Desh Sewak Sena）を組織した。この組織はインド・パキスタン分離独立やハイデラバード藩王国併合（ポロ作戦）の際に活動している。デシュ・セワク・セナは1948年に解体されたが、シンはデシュ・セワク党を立ち上げその党首となった。この党は1950年に全インド前進同盟と合併し、シンは1952年から前進同盟議長を務めている。しかし1955年にインド国民会議と統合させようとした動きに失敗したシンは党を除名され、インド国民会議に移った。1967年にはパンジャーブ州議員となり、ラージヤ・サバー（上院）議員となっている。
1978年4月17日、NHKテレビで『NHK月曜特集 「あの時、世界は…」磯村尚徳・戦後世界史の旅 』と題したシリーズの第三弾として「―進め、デリーへ！―～インド独立のかげに～」という番組が放送された。この番組は藤原の斡旋でインド国防軍当局や、英軍事裁判の被告であった将校、当時ボース記念館を運営していたチャンドラ・ボースの甥の全面的な協力を得たものであった。収録にはシンも登場し、インド人将兵に向けたファーラー・パークでの演説をNHKの依頼で本人自ら再現した。再現シーンの撮影時間は1分を予定していたが熱演のあまり5分過ぎても終わらず、広場一面にヒンディー語が響きわたっていたという。
シンは1989年にがんのため没した。